# Sauk Village
Sauk Village är en ort (village) i Cook County, och  Will County, i delstaten Illinois, USA. Enligt United States Census Bureau har orten en folkmängd på 10 553 invånare (2011) och en landarea på 9,9 km².